# Brad Davis
Pour les articles homonymes, voir Davis et Brad Davis (homonymie).
 (juin 2019).
Si vous disposez d'ouvrages ou d'articles de référence ou si vous connaissez des sites web de qualité traitant du thème abordé ici, merci de compléter l'article en donnant les références utiles à sa vérifiabilité et en les liant à la section « Notes et références ».
Robert Creel Davis, connu sous le pseudonyme de Brad Davis, est un acteur américain, né le 6 novembre 1949 à Tallahassee en Floride et mort le 8 septembre 1991 à Los Angeles en Californie.
Son rôle le plus célèbre est celui de Billy Hayes dans Midnight Express d'Alan Parker, pour lequel il remporte le Golden Globe de la révélation masculine de l'année 1979.

## Biographie

### Enfance et formations
Né d'un père dentiste alcoolique et d'une mère dépressive, Robert Creel Davis a une enfance difficile, ponctuée de violence, allant jusqu'aux abus sexuels, étant violé de nombreuses fois[réf. nécessaire].
Il a un frère Eugene M. « Gene » Davis, également comédien.
Il s’intéresse très tôt au théâtre, à la danse et au chant[réf. nécessaire]. Il multiplie les auditions et les concours[réf. nécessaire]. À dix-sept ans, il remporte celui de talents musicaux et rejoint l’équipe du Theatre Alabama où il noue de solides amitiés avec des comédiens et danseurs masculins[réf. nécessaire]. Il travaille au théâtre Atlanta[réf. nécessaire]. Il déménage ensuite à New York, participe à l'American Academy of Dramatic Arts et étudie l'art dramatique à l'American Place Theater[réf. nécessaire].

### Carrière
Après un rôle dans le soap opera How to Survive a Marriage[réf. nécessaire], Brad Davis joue dans l'Off-Broadway plays[réf. nécessaire].
En 1985, il tient le rôle principal dans la pièce de théâtre de Larry Kramer sur le sida, The Normal Heart. Il devient une égérie dans le milieu homosexuel par sa sensualité et son rôle dans le film Querelle de Rainer Werner Fassbinder, ainsi que sa performance dans Midnight Express.

### Vie privée
En 1976, Brad Davis se marie à Susan Bluestein, directrice de casting. En 1984, naît leur enfant Alex Davis, futur musicien et chanteur,.

### Mort
En 1985, Brad Davis est déclaré séropositif et garde son secret jusqu'à peu avant sa mort à l’âge de quarante-et-un ans, le 8 septembre 1991 à Los Angeles. Il est enterré au cimetière Forest Lawn Memorial Park dans le quartier Hollywood Hills. Plus tard, sa femme Susan Bluestein révèle qu'il s'était suicidé par une overdose de drogue,.
À sa mort, Brad Davis a été qualifié à tort par les journalistes américains de « premier acteur hétérosexuel à mourir du sida » ; cependant il aurait été bisexuel, comme le laisse supposer son épouse dans sa biographie After Midnight: The Life and Death of Brad Davis (« Après minuit : la vie et la mort de Brad Davis »). Lorsqu'on lui demandait s'il se considérait comme bisexuel, il répondait : « Quelqu'un n'a-t-il pas dit que nous sommes tous bisexuels au fond ? ».

## Filmographie

### Films
- 1976 : À plein gaz (Eat My Dust) de Charles B. Griffith : Billy B. Westerby (non crédité)
- 1978 : Midnight Express d'Alan Parker : Billy Hayes
- 1980 : Un petit cercle d'amis (A Small Circle of Friends) de Rob Cohen : Leonardo DaVinci Rizzo
- 1981 : Les Chariots de feu (Chariots of Fire) d'Hugh Hudson : Jackson Scholz
- 1982 : Querelle de Rainer Werner Fassbinder : Querelle
- 1987 : Heart (en) de James Lemmo : Eddie
- 1987 : Cold Steel : Sur le fil du rasoir (Cold Steel) de Dorothy Ann Puzo : Johnny Modine
- 1989 : Rosalie fait ses courses (Rosalie Goes Shopping) de Percy Adlon : Ray « Liebling » Greenspace
- 1991 : Hangfire de Peter Maris : le shérif Ike Slayton
- 1992 : The Player de Robert Altman : lui-même

### Téléfilms
- 1976 : The Secret Life of John Chapman de David Lowell Rich : Andy Chapman
- 1977 : McLaren's Riders de Lee H. Katzin : Bobby John Britain
- 1980 : The Greatest Man in the World de Ralph Rosenblum : Jack Smurch
- 1986 : Blood Ties (Il cugino americano) de Giacomo Battiato : Julian Salina
- 1986 : Vengeance, l'histoire de Tony Cimo (Vengeance: The Story of Tony Cimo), de Marc Daniels : Tony Cimo
- 1987 : When the Time Comes de John Erman : Dean
- 1988 : The Caine Mutiny Court-Martial de Robert Altman : Lt. Com. Phillip Francis Queeg
- 1989 : The Rainbow Warrior Conspiracy de Chris Thomson : Neil Travers
- 1989 : The Edge de Nicholas Kazan, Luis Mandoki et Carl Schenkel : Kenny
- 1990 : Unspeakable Acts de Linda Otto : Joseph Braga
- 1990 : The Plot to Kill Hitler de Lawrence Schiller : le comte Claus von Stauffenberg
- 1990 : Child of Darkness, Child of Light de Marina Sargenti : Dr Phinney
- 1992 : The Habitation of Dragons de Michael Lindsay-Hogg : George Tolliver

### Séries télévisées
- 1970 : The Young Rebels : Joshua (saison 1, épisode 3 : The Blood of an Englishman)
- 1974 : How to Survive a Marriage : Alexander Kronos
- 1976 : The American Parade : Thomas Nast / le conducteur de tramway (2 épisodes)
- 1976 : Sybil : Richard (2 épisodes)
- 1977 : Racines (Roots) : le vieux Georges (mini-série)
- 1977 : Baretta : Ray (saison 3, épisode 23 : Guns and Brothers)
- 1980 : A Rumor of War de Richard T. Heffron : Lieutenant Philip « Phil » Caputo (mini-série, deux épisodes)
- 1981 : BBC2 Playhouse : l’Américain (saison 8, épisode 1 : Mrs. Reinhardt)
- 1983 : Chiefs : Sonny Butts (mini-série, trois épisodes)
- 1984 : Robert Kennedy and His Times : Robert Kennedy (saison 1, épisode 1)
- 1985 : Alfred Hitchcock présente (Alfred Hitchcock presents) : Arthur (saison 1, épisode 10 : Arthur, or the Gigolo)
- 1986 : La Cinquième dimension (The New Twilight Zone) : Arthur Lewis (saison 1, épisode 20 : Profile in Silver/Button, Button)
- 1987 : Le Voyageur (The Hitchhiker) : Jerry Rulac (saison 4, épisode 4 : Why Are You Here?)
- 1989 : American Playwrights Theater: The One-Acts) : Luke Bentley (saison 1, épisode 2 : The Rope)

## Distinctions

### Récompenses
- Golden Globes 1979 : Golden Globe de la révélation masculine de l'année pour Midnight Express
- Kansas City Film Critics Circle Awards 1979 : Prix Meilleur acteur pour Midnight Express

### Nominations
- BAFTA 1979 :
  - Nommé pour le Prix du meilleur acteur pour Midnight Express
  - Nommé pour le Prix de l'acteur le plus prometteur dans un rôle principal pour Midnight Express
- Golden Globes 1979 : nommé pour le Golden Globe du meilleur acteur dans un film dramatique pour Midnight Express

## Voix françaises
• Hervé Bellon 
dans "Querelle" 
• Maurice Sarfati 
dans "Midnight Express"